# Galdúroz
Galdúroz (Galdurotz en euskera y cooficialmente) es una entidad de población española del municipio de Lizoáin-Arriasgoiti, perteneciente a la Comunidad Foral de Navarra.

## Historia
Hacia mediados del siglo XIX, el lugar, por entonces perteneciente a Arce, tenía contabilizada una población de 66 habitantes. Aparece descrito en el octavo volumen del Diccionario geográfico-estadístico-histórico de España y sus posesiones de Ultramar de Pascual Madoz con las siguientes palabras:

GALDUROZ: l. del ayunt. y valle de Arce, en la prov. y c. g. de Navarra, aud. terr. y dióc. de Pamplona (3 leg.); part. jud. de Aoiz (2 1/2), merind. de Sangüesa: sit. al S. y pie de un monte, en una cuesta suave, clima frio, combatido por los vientos N. y S. y propenso á inflamaciones y catarros. Tiene 11 casas, igl. parr. (Santiago) servida por un abad, una basílica, cementerio, una fuente abundante á 200 pasos de la pobl. y otras varias de aguas buenas y cristalinas en el térm. Confina este N. Urricelqui; E. Zunzarren; S. Aguinaga, y O. Belzunegui; siendo su estension 3/4 de leg. de N. á S. y la misma dist. de E. á O. El terreno es montuoso y de mala calidad; le baña un pequeño arroyo formado por las dichas fuentes, y el cual rinde su caudal al r. Erro: hay en la parte N. monte robledal de 2 leg. de circunferencia, mereciendo tambien llamar la atencion por sus buenos pastos, que abundan á la vez en lo restante del térm. Los caminos son de travesia á los l. limítrofes y se hallan en mal estado. El correo se recibe de Huarte. prod.: trigo, avena y patatas; cria ganado lanar, vacuno, cabrio y de cerda, y caza de perdices, liebres y algun corzo. pobl.: 11 vec., 66 alm. riqueza y contr: con el valle. (V.) Este l. y el cas. de Amocain perteneciente al valle de Arce, estan separados del mismo por hallarse interpuesto el valle de Arriasgoiti, cuya anomalia se ignora de donde proviene: actualmente estan gestionando ante la dip. prov. para que se les agregue al último espresado valle en el que por su posicion topográfica estan comprendidos, y al que pertenecen ademas en lo eclesiástico.
(Madoz, 1847, p. 270)

En la actualidad, pertenece al municipio de Lizoáin-Arriasgoiti. En 2022, tenía empadronados dos habitantes.